# 말라위의 국기

말라위의 국기 (1964년 ~ 2010년, 2012년 ~ 현재, 비율 2:3)

말라위의 대통령기

말라위의 국기는 1964년 7월 6일에 제정되었으며 2010년 7월 29일에 다섯 번 바뀌었다.
1964년에 제정된 국기는 검은색과 빨간색, 초록색 세 가지 색의 가로 줄무늬 바탕에 검은색 줄무늬 가운데에 31줄기의 햇살을 가진 붉은 태양이 떠오르는 모습이 그려져 있었는데 떠오르는 붉은 태양은 아프리카의 희망과 자유의 여명을, 검정은 아프리카인을, 빨강은 투쟁에서 흘렸던 피를, 초록색은 자연을 뜻한다.
2010년에 빙구 와 무타리카 대통령에 의해 채택된 국기 디자인은 이전 도안에서 검정과 빨강의 색 배치를 서로 바꿔 빨강-검정-초록 순으로 이루어진 세 가지 색의 가로 줄무늬 바탕 가운데에 45줄기의 햇살을 가진 하얀 태양이 그 모습을 온전히 드러내며 그려져 있는 디자인으로 변경되었는데 하얀 태양은 독립 이후부터 진행되고 있는 말라위의 경제 발전을 뜻한다. 이러한 말라위의 국기는 2012년 5월 28일까지 사용되다가, 그 해 집권한 조이스 반다 대통령에 의해서 1964년에 제정된 옛 국기로 환원하였다.

## 색상
| 색상 | 검정            | 빨강                | 초록                |
| ---- | --------------- | ------------------- | ------------------- |
| RGB  | 0–0–0 (#000000) | 206–17–38 (#CE1126) | 51–158–53 (#339E35) |

## 과거의 기

영국령 중앙아프리카 보호령의 기
니아살랜드의 기 (1914년 ~ 1919년)
니아살랜드의 기 (1919년 ~ 1964년)
로디지아 니아살랜드 연방의 기 (1959년 ~ 1963년)
말라위의 국기 (2010년 ~ 2012년, 비율 2:3)